# Karl Johann August Müller
Karl (Johann August) Müller (16. december 1818 i Allstedt (Thüringen) – 9. februar 1899 i Halle) var en tysk farmaceut og botaniker, der især beskæftigede sig med mosser.
I forbindelse med et botanisk navn benyttes Müll. Hal. som standardforkortelse (autornavn). Det er f.eks. en del af autornavnet for mos-slægten Drepanocladus.